# CAT CITY
「CAT CITY」（キャット・シティ）は、THE YELLOW MONKEYの26枚目のシングルである。2025年7月9日に発売。

## 解説
- 前作より9年ぶりとなるシングル。
- 昨年リリースされた10枚目のアルバム「Sparkle X」制作時に並行してレコーディングが行われた。作曲は菊地英昭、作詞は吉井和哉が担当、シングルでは初の組み合わせとなる。
- 今作は通常盤、初回生産限定盤、BELIVER.盤3形態（ファンクラブ限定）の合計5形態で発売。初回生産限定盤には、ホールツアー「THE YELLOW MONKEY TOUR 2024/25〜Sparkleの惑星X〜」より、10th Album「Sparkle X」の楽曲のライブ音源を収録。ファンクラブ限定となるBELIEVER.盤の3形態ではそれぞれ、今ツアーのBLOCK.1、2、3でフィーチャーされた90年代の名盤アルバム『jaguar hard pain 1944-1994』『smile』『FOUR SEASONS』の楽曲のライブ音源が収録されている。BELIEVER.盤（3形態セット）を購入した場合、メンバーの最新アーティスト写真をあしらったストリーミングカードが特典として付与され、QRコードを読み取ると、今回のツアーの特別映像が視聴することができる。BELIEVER.盤は各作品20,000枚限定での販売。
- デザインは「Sparkle X」のジャケットを手掛けた吉良進太郎氏が担当。吉良氏は「Sparkle X」「Sparkle X-Complete Edition-」そして「Sparkleの惑星X」ツアーのメインビジュアルも手掛けており、「CAT CITY」までの全てのデザインが連動している。
- 通常盤・初回生産限定盤の裏面には、最新アーティスト写真のアザーテイクを使用。BELIEVER.盤の裏面には「Sparkleの惑星X」ツアーから【BLOCK.1】【BLOCK.2】【BLOCK.3】それぞれの公演のライブ本番前の4ショット写真が使用されている。

## 収録曲

### 通常盤・初回生産限定盤・BELIEVER.盤
1. CAT CITY
（作詞：吉井和哉 / 作曲：菊地英昭 / 編曲：THE YELLOW MONKEY）
テレ東・BSテレ東で放送されるTVアニメ「ニャイト・オブ・ザ・リビングキャット」（略称・ニャイリビ）のオープニングテーマ。

### 通常盤のみ
1. CAT CITY（Anime Size）

### 初回生産限定盤のみ
【LIVE TRACKS】（ TOUR 2024/25〜Sparkleの惑星X〜より）
1. SHINE ON
THE YELLOW MONKEY TOUR 2024/25〜Sparkleの惑星X〜 BLOCK.2 福岡サンパレスホテル&ホール公演より。ライブでは2曲目に披露された。
2. 罠
THE YELLOW MONKEY TOUR 2024/25〜Sparkleの惑星X〜 BLOCK.1 広島文化学園HBGホール公演より。ライブでは2曲目に披露された。
3. ホテルニュートリノ
THE YELLOW MONKEY TOUR 2024/25〜Sparkleの惑星X〜 BLOCK.1 初日神奈川県民ホール 大ホールより。ライブでは3曲目に披露された。
4. Exhaust
THE YELLOW MONKEY TOUR 2024/25〜Sparkleの惑星X〜 BLOCK.3 やまぎん県民ホール 大ホールより。ライブでは4曲目に披露された。
5. ドライフルーツ
THE YELLOW MONKEY TOUR 2024/25〜Sparkleの惑星X〜 BLOCK.3 初日熊本城ホール メインホールより。ライブでは5曲目に披露された。
6. Beaver
THE YELLOW MONKEY TOUR 2024/25〜Sparkleの惑星X〜 BLOCK.3 愛知県芸術劇場 大ホールより。ライブでは最後の18曲目に披露された。
7. Kozu
THE YELLOW MONKEY TOUR 2024/25〜Sparkleの惑星X〜 BLOCK.2 けんしん郡山文化センター 大ホールより。ライブではアンコール1曲目の16曲目に披露された。
8. ソナタの暗闇
THE YELLOW MONKEY TOUR 2024/25〜Sparkleの惑星X〜 BLOCK.1 札幌文化芸術劇場hitaruより。ライブでは12曲目に披露された。
9. ラプソディ
THE YELLOW MONKEY TOUR 2024/25〜Sparkleの惑星X〜 BLOCK.3 フェスティバルホールより。ライブでは13曲目に披露された。
10. Make Over
THE YELLOW MONKEY TOUR 2024/25〜Sparkleの惑星X〜 BLOCK.2 最終日倉敷市民会館より。ライブでは本編最後の15曲目に披露された。
11. 復活の日
THE YELLOW MONKEY TOUR 2024/25〜Sparkleの惑星X〜 BLOCK.2 大宮ソニックシティ 大ホールより。ライブでは本編最初の1曲目に披露された。

### BELIEVER.盤-BLOCK.1 Edition-のみ
【LIVE TRACKS】（TOUR 2024/25〜Sparkleの惑星X〜<BLOCK.1>より）
1. 薔薇娼婦麗奈
BLOCK.1初日の神奈川県民ホール 大ホール公演より。ライブでは4曲目に披露された。
2. FINE FINE FINE
川商ホール（鹿児島市民文化ホール）第1ホール公演より。ライブでは5曲目に披露された。
3. A HENな飴玉
札幌文化芸術劇場hitaru公演より。ライブでは7曲目に披露された。
4. ROCK STAR
仙台サンプラザホール公演より。ライブでは8曲目に披露された。
5. 遥かな世界
名古屋国際会議場 センチュリーホール公演より。ライブでは9曲目に披露された。
6. 赤裸々GO!GO!GO!
広島文化学園HBGホール公演より。ライブでは10曲目に披露された。
7. 街の灯
福岡サンパレスホテル＆ホール公演より。ライブでは11曲目に披露された。
8. 悲しきASIAN BOY
愛媛県県民文化会館 メインホール公演より。ライブでは最後の18曲目に披露された。
9. MERRY X’MAS
BLOCK.1最終日の日本武道館公演より。ライブでは最終日の日本武道館でしか披露されず、ダブルアンコール20曲目に披露された。なおこの日にはBUCK-TICKの「スピード」のセルフカバーも披露された。

### BELIEVER.盤-BLOCK.2 Edition-のみ
【LIVE TRACKS】（TOUR 2024/25〜Sparkleの惑星X〜<BLOCK.2>より）
1. See-Saw Girl
東京ガーデンシアター公演より。ライブでは3曲目に披露された。
2. 嘆くなり我が夜のFantasy
福岡サンパレスホテル＆ホール公演より。ライブでは4曲目に披露された。
3. イエ・イエ・コスメティック・ラヴ
BLOCK.2初日の名古屋国際会議場 センチュリーホール公演より。ライブでは5曲目に披露された。
4. ヴィーナスの花
けんしん郡山文化センター 大ホール公演より。ライブでは6曲目に披露された。
5. サイケデリック・ブルー
仙台サンプラザホール公演より。ライブでは7曲目に披露された。
6. 争いの街
大宮ソニックシティ 大ホール公演より。ライブでは9曲目に披露された。
7. 熱帯夜
BLOCK.2最終日の倉敷市民会館公演より。ライブでは12曲目に披露された。
8. Love Communication
大阪城ホール公演より。ライブでは14曲目に披露された。

### BELIEVER.盤-BLOCK.3 Edition-のみ
【LIVE TRACKS】（TOUR 2024/25〜Sparkleの惑星X〜<BLOCK.3>より）
1. Sweet & Sweet
仙台サンプラザホール公演より。ライブでは1曲目に披露された。
2. I Love You Baby
福岡サンパレスホテル＆ホール公演より。ライブでは6曲目に披露された。
3. ピリオドの雨
BLOCK.3最終日のNHKホール公演より。ライブでは7曲目に披露された。
4. Love Sauce
フェスティバルホール公演より。ライブでは8曲目に披露された。
5. 月の歌
レクザムホール 大ホール（香川県県民ホール）公演より。ライブでは11曲目に披露された。
6. 太陽が燃えている
レクザムホール 大ホール（香川県県民ホール）公演より。ライブでは13曲目に披露された。
7. Father
愛知県芸術劇場 大ホール公演より。ライブでは14曲目に披露された。
8. 空の青と本当の気持ち
やまぎん県民ホール 大ホールより。ライブでは本編最後の15曲目に披露された。
9. 追憶のマーメイド
オーバード・ホール 大ホールより。ライブでは、アンコールの2曲目に披露された。

## 参加ミュージシャン
- 吉井和哉 - ボーカル、エレクトリック・ギター
- 菊地英昭 - エレクトリック・ギター、アコースティック・ギター、コーラス
- 廣瀬洋一 - ベース
- 菊地英二 - ドラムス

- 石川翔平 - レコーディング・エンジニア 、ミキシング・エンジニア(M1)
- 瀧口"Tucky"博達 - マスタリング・エンジニア(M1)
- レコーディングスタジオ　みかんスタジオ
- ミキシングスタジオ　みかんスタジオ、STUDIO MECH
- マスタリングスタジオ Tucky's Mastering

LIVE TRACKS
- 鶴谷崇 - キーボード
- Yukihiro Iwami- レコーディング・エンジニア 、ミキシング・エンジニア
- 石川翔平 - レコーディング・エンジニア 、ミキシング・エンジニア
- 今井邦彦 - ミキシング・エンジニア
- 瀧口"Tucky"博達 - マスタリング・エンジニア